# ジマーマン (企業)
ジマーマン(ドイツ語: F.Zimmermann GmbH)はドイツに拠点を置く工作機械メーカーである。
主に自動車のモデリング加工、航空宇宙産業での部品加工などに使われる大型マシニングセンタを主力製品としている。ドイツ国内に製造拠点を持ち、営業拠点としては日本を含め世界各国に代理店および子会社を持つ。なお日本国内における総代理店は株式会社トミタが担っている。

## 沿革
- 1933年: Friedrich Zimmermannがシュトゥットガルト近郊のシュヴァーベンのデンケンドルフにF.Zimmermann GmbHを設立。1950年代半ばまで産業機械の電気設備の設置などを請け負っていた。
- 1956年: ジマーマンは請負業務からの業種転換を行い同社として初めて工作機械の製造を開始した。その後フライス盤、バンドソー、研削盤などラインナップを増やしていった。自動車等のモデル加工において加工性能の高さからドイツ内外におけるマーケットリーダーとなる。
- 1994年: ルドルフ・ゲンツレ(ドイツ語: Rudolf Gänzle)が創業家のZimmermann家からF.Zimmermann GmbHの株式を100％を引き継ぐ。これにより創業以来続いてきた同族経営に終止符が打たれた。
- 1995年: 同社初のCNC制御の3軸門型マシニングセンタを開発。以降同社は4軸、5軸加工機を次々と開発し、以降同社の主力機種の基礎となる。
- 2001年: 2000年以降同社は工場の拡張、人員の拡充を行い、同年ミーリングヘッドの製造を行うBohner & Köhle GmbHを完全子会社とした。
- 2002年: 同社は中国に営業子会社を設立し、一号機を中国の航空機産業の企業に販売した。
- 2004年: アメリカにZimmeramann Inc.を設立。
- 2015年: 航空業界からの要望に応え横型マシニングセンタを開発。
- 2017年: ルドルフ・ゲンツレの息子フリーデル・ゲンツレ(ドイツ語: Frieder Gänzle)が代表取締役に就任。

## 特長
- 同社の特長は大型マシニングセンタを主力としていることである。それゆえ同社の機械に取付けるミーリングヘッド(スピンドル)も大型である。
- NC制御装置はドイツ・シーメンス社およびハイデンハインを採用しておりインターネットを介した遠隔でのサポート等を受けることができる。
- 同社の製品の大きな特長はテーブルおよびガイドレールを追加・延長することで門幅、移動量をカスタマイズすることができる点である。
- 大型であるため、自動車のコンセプトカーなどのモデル加工や、航空機等の翼の部品加工を行う用途によく使われている。

## 主な現行製品
同社の製品の型番はアルファベット+数字の組合せを採用している。例えばFZUシリーズであればFZP32よりFZP42の方がワークサイズが大きい。
- FZPシリーズ(FZP32、FZP37、FZP42)
  - ワークサイズ: X軸: 最大40,000mm、Y軸: 最大6,000mm、Z軸: 3,000mm
- FZUシリーズ(FZU32、FZU37、FZU42)
  - FZPシリーズとの大きな違いはワークのZ軸が最大1,500mmと低いこと、および取り付け可能なミーリングヘッドがやや少ないことである。
- FZシリーズ(FZ30、FZ35)
  - ワークサイズ: X軸: 最大6,000mm、Y軸: 最大3,360mm、Z軸: 1,500mm
- FZH…現行製品では同社唯一の横型マシニングセンタである。

|              |     | FZU32                | FZP32              | FZU37              | FZP37          | FZU42              | FZP42          | FZH                |
| ------------ | --- | -------------------- | ------------------ | ------------------ | -------------- | ------------------ | -------------- | ------------------ |
| ワークサイズ | X軸 | 2000 / 4000 / 6000mm | 4000 - 10000mm     | 2500/ 5000/ 7500mm | 4000 - 40000mm | 2500/ 5000/ 7500mm | 4000 - 40000mm | 4100 - 26100mm     |
| ワークサイズ | Y軸 | 3000mm               | 3000/ 3500/ 4000mm | 3000/ 3500/ 4000mm | 3000 - 6000mm  | 3000/ 3500/ 4000mm | 3000 - 6000mm  | 1600/ 2100/ 2600mm |
| ワークサイズ | Z軸 | 1250 / 1500mm        | 1500/ 2000/ 2500mm | 1250 /1500mm       | 1250 - 3000mm  | 1250/ 1500mm       | 1250 / 1500mm  | 650/ 850mm         |